# Ornitologi
Ornitologi er den del af zoologien, der beskæftiger sig med studiet af fugle. Ornitologien har en lang historie bag sig og hjalp med at definere og forfine centrale begreber inden for evolution, adfærd og økologi som arter, artsdannelse, instinkt og økologiske nicher. I begyndelsen drejede ornitologi sig især om beskrivelse og om udbredelsen af arter, men i nutiden arbejder ornitologer ofte med at besvare specifikke spørgsmål, idet de bruger fugle som modeller til at teste hypoteser og forudsigelser på baggrund af teorier. 

## Kendte danske ornitologer
- Niels Krabbe
- Niels Kjærbølling
- Sebastian Klein

- Wikimedia Commons har flere filer relateret til Ornitologi

| Biologi | Spire Denne artikel om biologi er en spire som bør udbygges. Du er velkommen til at hjælpe Wikipedia ved at udvide den. |